# 松葉町 (北秋田市)
松葉町（まつばちょう）は、秋田県北秋田市鷹巣地域にある地名。郵便番号は018-3321。住居表示実施済み。

## 地理
北秋田市中心市街地に位置する。北東に奥羽本線・鷹ノ巣駅と、隣接する秋田内陸線・鷹巣駅があり、東端には駅前商店街と銀座通り商店街がある。
東端を都市計画道路 駅前陣場岱線が、南端を秋田県道102号大館鷹巣線が、西端を主要地方道 秋田県道24号鷹巣川井堂川線が通る。
北は鷹巣字北家後と綴子字古関、東は材木町、南は住吉町、西は元町と隣接する。

## 歴史

### 沿革
- 1981年（昭和56年）10月1日 - 住居表示実施[1]に伴い、鷹巣字西塚岱の全域、鷹巣字北家後の南東側、鷹巣字北鷹巣の北西側区域[5]をもって松葉町が設置される。

## 世帯数と人口
2020年（令和2年）10月1日現在の世帯数と人口は以下の通りである。
| 町丁   | 世帯数  | 人口  | 人口  | 人口  |
| 町丁   | 世帯数  | 男    | 女    | 計    |
| ------ | ------- | ----- | ----- | ----- |
| 松葉町 | 146世帯 | 149人 | 194人 | 343人 |

### 世帯数と人口の変遷
国勢調査による世帯数と人口の推移。
| 1995年（平成07年） | 221世帯 |  |  | 613人 |  |  |
| 2000年（平成12年） | 194世帯 |  |  | 501人 |  |  |
| 2005年（平成17年） | 199世帯 |  |  | 497人 |  |  |
| 2010年（平成22年） | 157世帯 |  |  | 405人 |  |  |
| 2015年（平成27年） | 164世帯 |  |  | 389人 |  |  |
| 2020年（令和02年） | 146世帯 |  |  | 343人 |  |  |

## 小・中学校の学区
市立小・中学校に通う場合、学区は以下の通りとなる。
| 街区 | 小学校               | 中学校               |
| ---- | -------------------- | -------------------- |
| 全域 | 北秋田市立鷹巣小学校 | 北秋田市立鷹巣中学校 |

## 交通

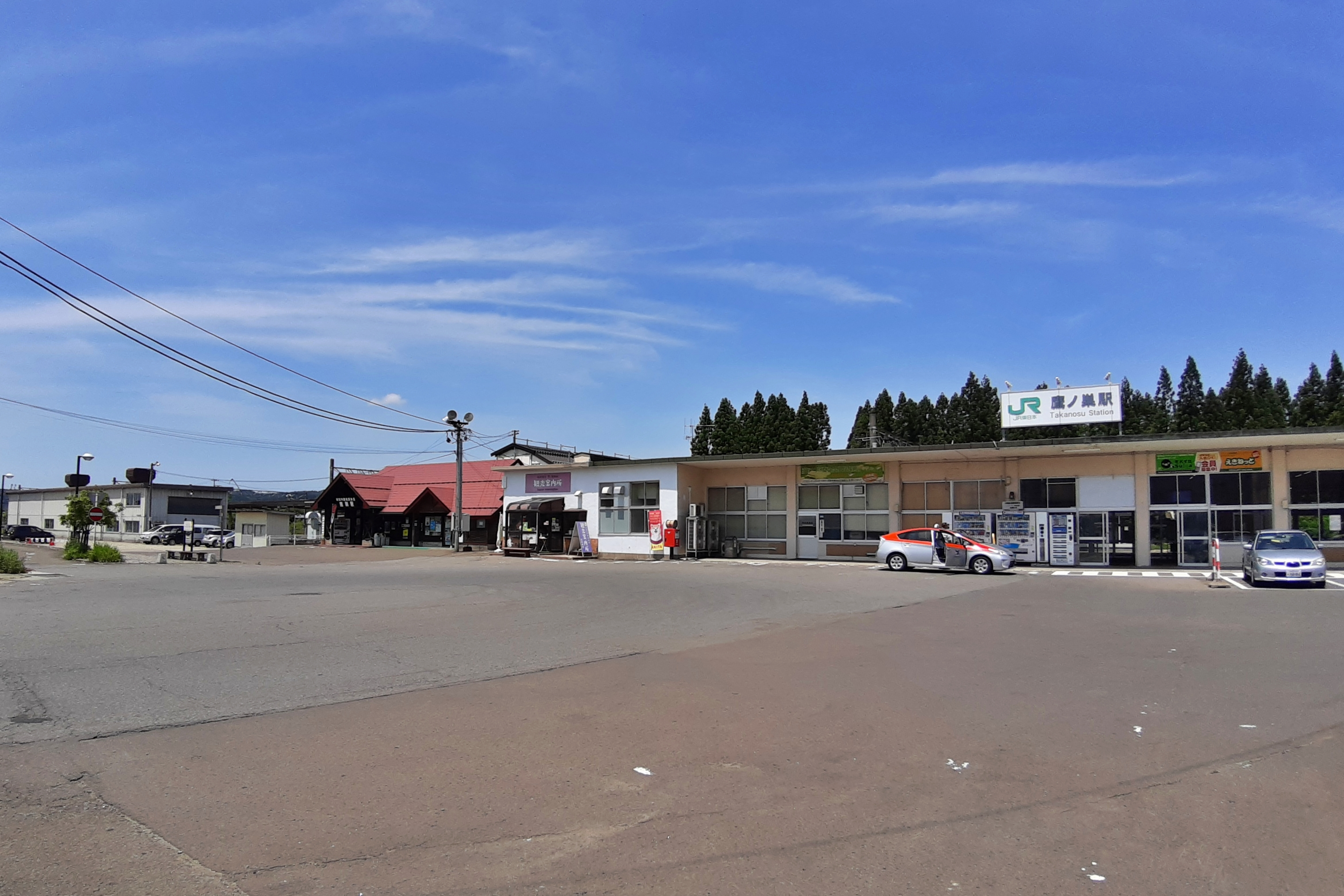
秋田内陸線 鷹巣駅とJR 鷹ノ巣駅

### 鉄道
- JR東日本奥羽本線・鷹ノ巣駅
- 秋田内陸縦貫鉄道秋田内陸線・鷹巣駅

### 道路
- 主要地方道 秋田県道24号鷹巣川井堂川線
- 秋田県道102号大館鷹巣線
- 都市計画道路 駅前陣場岱線

### バス
当地域を秋北バスと市街地循環バスが通過する。
- バス停
  - 松葉町 - 市街地循環バス
  - 鷹巣駅前降車専用 - 秋北バス降車専用
  - 鷹巣大町 - 秋北バスと市街地循環バス

## 施設
- 佐藤歯科医院
- あおぞら薬局
- まるや耳鼻科クリニック
- 小規模多機能型居宅介護事業所 のぞみ
- 鷹巣駅前観光案内所
- 秋田魁新報 鷹巣販売所

かつて存在した施設
- ニューグランドホテル松鶴
- 松の湯（銭湯）